# Dojo Club Wasquehal
 (mars 2025).
Motif : sources nationales centrées?
- Archive Wikiwix
- Bing
- Cairn
- DuckDuckGo
- E. Universalis
- Gallica
- Google
- G. Books
- G. News
- G. Scholar
- Persée
- Qwant
- (zh) Baidu
- (ru) Yandex
- (wd) trouver des œuvres sur Wikidata

| 1. | Préciser le motif de la pose du bandeau. | Précisez le motif de la pose du bandeau en utilisant la syntaxe suivante : {{admissibilité à vérifier\|date=mai 2025\|motif=remplacez ce texte par le motif}}                            |
| 2. | Informer les utilisateurs concernés.     | Pensez à avertir le créateur de l'article, par exemple, en insérant le code ci-dessous sur sa page de discussion : {{subst:avertissement admissibilité à vérifier\|Dojo Club Wasquehal}} |

Le Dojo Club de Wasquehal est un club de Judo fondée en 1984, situé dans la Métropole européenne de Lille. Premier club du Département Nord et deuxième de la région Hauts de France.

## Présentation
Le Dojo Club de Wasquehal est une structure accueillant des pratiquants de tous âges, des enfants aux adultes, quel que soit leur niveau. Pour la saison 2024-2025, il regroupe plus de 350 licenciés. Le club propose un encadrement permettant la pratique du judo et d’autres disciplines dans un cadre adapté à l’apprentissage et à la compétition.

## Disciplines
Le Dojo Club Wasquehal propose 2 disciplines liés à la Fédération française de judo, jujitsu, kendo et disciplines associées (FFJDA) :
- judo ;
- taïso, discipline sportive associée à un art martial ;

## Salle
Le Dojo Club de Wasquehal utilise le Dojo Gérard Vignoble, une salle destinée aux arts martiaux située à proximité de la patinoire métropolitaine Serge-Charles. Construit en 1989, le dojo a subi une rénovation de quatre années et une extension achevées en février 2024, augmentant sa surface de 2 653 m² à 4 741 m². Il dispose désormais de six tatamis pour les compétitions d'arts martiaux et de 808 places en tribunes. Le dojo est mis à la disposition des associations habituelles du dojo historique.

## Historique des présidents
- Depuis 2024 : Florian Dinel[6]
- Entre 2016 et 2024 : Frédéric Taraba[7]
- Entre 2000 et 2016  : Michel Lecomte[7]
- Entre 1996 et 2000 : Bernard Moudart

## Palmarès
Le club a formé plusieurs champions au fil des années. Parmi eux, Natalina Lupino, couronnée championne du monde en 1982 et médaillée olympique en 1992, figure parmi les figures emblématiques de l’établissement. Joël Delmer, vice-champion de France, et Steeve Lamarque, champion de France en 2005, font également partie des athlètes ayant contribué à l’évolution du club.
En 2025, Nourane Moussati remporte le titre de Championne de France Cadets en -48kg après sous les couleurs du DC Wasquehal après avoir été vice-championne de France 2024 et sélectionnée pour l'équipe de France Cadets pour l'European Cup Cadets de Téplice en République Tchèque.